# Branko Lušina
Založnik, kulturni delavec. Rojen leta 1951, živi v Novi Gorici. Leta 1993 je ustanovil Založbo BRANKO, ki je odtlej izdala prek 150 knjig, vse tako ali drugače vezane na severnoprimorski prostor.
Je dober poznavalec Svete Gore in avtor bibliografije Sveta Gora pri Gorici. Kot strokovni sodelavec je pomagal pri ureditvi spominske sobe Uršule Ferligoj na Sveti Gori. Uredil je tudi nagrobno ploščo Alojzija Resa, ki je pokopan na Sveti Gori. 
Ponaša se z mnogimi zasebnimi zbirkami gradiv o raznih severnoprimorskih veljakih, tako z obsežno zbirko gradiv o jezikoslovcu Stanislavu Škrabcu. S svojimi prispevki je sodeloval tudi pri dokumentarnem portretu o jezikoslovcu.

Leta 1998 je za svoje delo prejel nagrado mestne občine Nova Gorica.